# Galma
Galma (Engels: Galma) is een fictieve land uit Prins Caspian en De reis van het drakenschip van De Kronieken van Narnia door C.S. Lewis.

## Ligging en geografie
Galma ligt voor de kust van Narnia, iets ten noorden van Cair Paravel, in de Grote Oostelijke Oceaan in de Bocht van de Calormen. Het behoort tot het koninkrijk Narnia, en wordt bestuurd door een Hertog. Het behoorde al bij Narnia, tijdens de regering van de Pevensies.

## Prins Caspian
Als de Pevensies met Trompoen van Cair Paravel vertrekken, op weg naar Caspian, halen Lucy en Susan herinneringen op van hun reis naar Galma, Terebinthia, de Zeven Eilanden en de Verlaten Eilanden, met hun schip de Kristallijnen Pracht.

## De reis van het drakenschip
Hierin vertelt Caspian, dat hij al na een dag varen, Galma bereikt. De Hertog van Galma organiseert een feest voor Caspian, met onder andere een riddertoernooi. Volgens de kapitein had Caspian heel wat ridders uit het zadel geholpen, maar Caspian voegde daaraan toe dat hij er zelf ook flink van langs had gekregen.